# End Of The Weakness
End Of The Weakness es el primer álbum que lanzó la banda Archeon después de haberlo grabado en Studio-x Polonia. Actualmente Archeon desapareció ya que los integrantes de la banda decidieron cambiar su nombre a Made Of Hate y lanzaron el primer material de esta nuevo grupo llamado "Bullet In Your Head".

## Listado de temas
Los temas que encontramos en el CD son:
1. "Arisig"
2. "Day Of The Domm"
3. "Dead World"
4. "Queen Of The Night"
5. "Struggle With Death"
6. "Lost Fool"
7. "Ruins Of Life"
8. "Prayer"
9. "Hungarian Dance"

- Datos: Q614885